# بین بین تاکائوکا
بن بین تاکائوکا (انگلیسی: Binbin Takaoka؛ زادهٔ ۱۰ اوت ۱۹۶۳) صداپیشگی در ژاپن، و بازیگر اهل ژاپن است.